# Daniel-Louis Seiler
Daniel-Louis Seiler (n. 1943, Elsene, Comunitatea Francofonă din Belgia⁠(d), Belgia) este un politolog francez de origine belgiană.